# Hypocacculus rubricatus
Hypocacculus rubricatus är en skalbaggsart som först beskrevs av Lewis 1899.  Hypocacculus rubricatus ingår i släktet Hypocacculus och familjen stumpbaggar. Inga underarter finns listade i Catalogue of Life.